# Josef Kliment
Josef Kliment (24. června 1901 Německý Brod – 4. října 1978 Praha) byl český právník, docent právních dějin na právnické fakultě Univerzity Karlovy, politický sekretář protektorátního prezidenta Emila Háchy a také předseda tehdejšího Nejvyššího správního soudu.

## Život a působení
Jeho otcem byl učitel a přírodovědec Josef Kliment (1859–1927). Roku 1924 absolvoval pražskou právnickou fakultu a stal se koncipistou u zemského správního výboru, od roku 1928 už ale začal působit jako sekretář Nejvyššího správního soudu, kde také potkal tehdejšího soudce Emila Háchu. O dva roky později se habilitoval v oboru československých právních dějin, patřil ke skupině profesora Kaprase. Hojně publikoval, šlo nicméně převážně o drobnější historickoprávní práce a nejčastěji o aktuální publicistiku, ve které z konzervativních pozic kritizoval tehdejší republiku.
Po zvolení Emila Háchy prezidentem okleštěného Československa se stal jeho politickým sekretářem a mj. se účastnil i osudové cesty do Berlína 14. března 1939, z níž se česká delegace vracela už do Protektorátu Čechy a Morava. Kliment na změněnou situaci reagoval novinovým článkem, ve kterém se snažil vysvětlit, že jde o obnovu dřívějších poměrů českého státu ve středověké Svaté říši římské, což i později prosazoval jako jakýsi ideový základ autonomistického protektorátního zřízení. Nadále pracoval v sekretariátu prezidenta Háchy, koncipoval jeho veřejné projevy a sám opět publikoval komentáře, v nichž obhajoval spojení s nacistickým Německem. Spoluzakládal Český svaz pro spolupráci s Němci, v roce 1943 získal štědře honorovanou cenu na paměť Reinharda Heydricha a byl také např. členem a od roku 1944 místopředsedou České ligy proti bolševismu. Téhož roku z kanceláře prezidenta odešel, protože 7. dubna byl jmenován předsedou Nejvyššího správního soudu.
Po válce byl zatčen a stanul před Národním soudem. Prokurátor požadoval trest smrti, ale 27. února 1947 byl odsouzen na doživotí, k pozbytí občanské cti a konfiskaci veškerého majetku. Prošel věznicemi Pankrác, Bory, Mírov, Leopoldov a Valdice. Propuštěn byl na základě amnestie v roce 1960, ovšem vědecky působit už nemohl a rehabilitace také nikdy nedosáhl. Zemřel v zapomenutí, sepsal rozsáhlý vzpomínkový text z pozůstalosti U obětovaného presidenta, jenž vyšel v roce 2019 knižně v nakladatelství Academia.